# Xã Esmond, Quận Benson, Bắc Dakota
Xã Esmond (tiếng Anh: Esmond Township) là một xã thuộc quận Benson, tiểu bang Bắc Dakota, Hoa Kỳ. Năm 2010, dân số của xã này là 37 người.